# Chaînon Santa Lucia
Le chaînon Santa Lucia (Santa Lucia Mountains ou Santa Lucia Range en anglais) est une chaîne de montagnes située sur le littoral de la Californie, entre Monterey et San Luis Obispo. Son point culminant est le pic Junipero Serra (1 784 mètres) dans les comtés de Monterey et San Luis Obispo. Elle fait partie des chaînes côtières du Pacifique. 

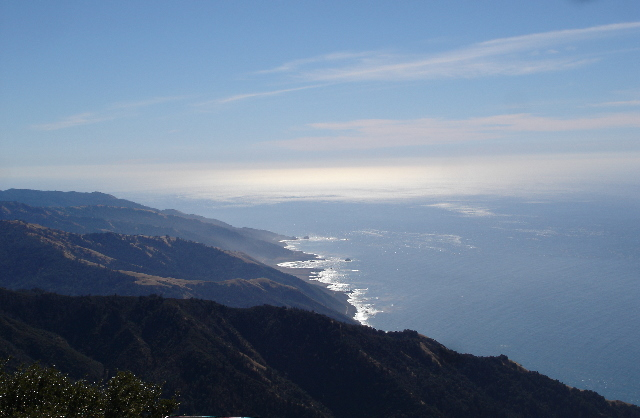
Chaînon Santa Lucia